# Moo Moo (Brooklyn Nine-Nine)
Moo Moo es el episodio número 16 de la cuarta temporada de Brooklyn Nine-Nine, una serie Estadounidense de comedia policial, siendo este el episodio número 84 de toda la serie. Fue escrito por Phil Augusta Jackson y dirigido por Maggie Carey. Tuvo su estreno en Estados Unidos el 2 de mayo de 2017 por la cadena Fox. Contiene una aparición especial por parte de Desmond Harrington y Mary Holland.
La serie gira en torno a los detectives y oficiales que trabajan en una estación de policía ficticia del Departamento de Policía de Nueva York en Brooklyn. En el episodio, Terry sufre de discriminación racial cuando un oficial casi lo arresta por deambular de noche cerca de su casa. Entonces decide consultar con Holt lo que debería hacer. Mientas Terry resuelve su problema, Jake y Amy cuidan a sus hijas.
El episodio fue visto por aproximadamente 1.72 millones de televidentes y ganó una calificación de 0.6/3 por parte de adultos entre las edades de 18-49, según Nielsen Media Research. El episodio recibió elogrios por el público crítico, que aclamó la actuación de Terry Crews, el tema en cuestión y por evitar los estereotipos contra Terry Jeffords, por lo que algunos lo consideraron uno de los mejores episodios de la serie.

## Trama
Terry (Terry Crews) decide aplicar para ser un oficial de comunicaciones con el ayuntamiento de la ciudad y obtener responsabilidades adicionales. Teniendo que quedarse y trabajar en papeleo, consigue que Jake (Andy Samberg) y Amy (Melissa Fumero) recogan a sus hijas Cagney y Lacey. Durante el viaje en auto, la manta de Cagney, "Moo Moo", es arrojada accidentalmente del coche, forzando a Terry a salir a la noche para encontrarla.
Después de encontrar la manta tirada en la calle, Terry es detenido por el oficial Maldack (Desmond Harrington), quien casi lo arresta y le arremete por atreverse a estar afuera de noche, pero retrocede finalmente cuando Terry, ya molesto, se identifica como policía.
Al discutirlo con el resto del equipo en la estación, quienes estaban igualmente molestos y soprendidos por lo ocurrido (incluso Hitchcock se sintió furioso por el trato que Terry sufrió), Terry decide reunirse con el oficial. Maldack se disculpa por casi arrestarlo, pero Terry dice enojado que Maldack lo atacó por ser negro y quiere una disculpa, que Maldack se niega a darle. Terry decide presentar una denuncia y le pide a Holt (Andre Braugher) que la mande. Para su sorpresa, Holt sugiere que una queja no es la mejor idea. Mientras cuidan a las hijas de Terry, Jake y Amy les explican el problema de Terry y tienen una conversación sobre la vidad de las minorías en Estados Unidos.
Cuando Terry está en casa de Holt discutiendo el asunto, Holt le explica que no quiere mandar la queja contra el oficial en cuestión, ya que las consecuencias de hacerlo puede traer efectos negativos en el futuro de Terry. Entonces Terry le cuenta a Holt un recuerdo de su pasado como niño con sobrepeso, cuando un policía lo salvó de los matones que le molestaban, y cómo la gratitud y respeto que sintió por lo policías en ese entonces es totalmente opuesto a los que Maldack le hizo sentir. Más tarde, Holt decide apoyar a Terry con su idea de presentar la queja. Al día siguiente, Holt le dice a Terry que su solicitud para el trabajo de oficial de comunicaciones fue denegada, probablemente debido a que presentó un reporte del incidente, pero Terry todavía se siente bien por haber hecho lo correcto.

## Recepción

### Espectadores
En su transmisión estadounidense original, "Moo Moo" fue visto por un aproximado de 1.72 millones de televidentes y obtuvo una calificación de 0.6/3 por parte de adultos entre las edades de 18-49, según Nielsen Media Research. Siendo una ligera disminución de la adudiencia en comparación con el episodio anterior, que fue visto por 1.88 millones de espectadores con un 0.7/3 en la demografía 18-49. Lo que significa que el 0.6% de los hogares que cuentan con una televisión vieron el episodio, mientras que el 3 por ciento de todos los hogares que miraban televisión en ese momento lo vieron. Con estos resultados, Brooklyn Nine-Nine fue el tercer programa con mayor audiencia en FOX por la noche, sólo debajo de The Mick y Prison Break, fue el séptimo en su horario habitual y el número 16 en la noche, debajo de dos episodios de Great News, The Mick, Agents of SHIELD ., Imaginary Mary, Prison Break, The Flash, The Real O'Neals, NCIS: New Orleans, American Housewife, The Middle, Bull, Chicago Fire, NCIS y The Voice.

### Reseñas críticas
"Moo Moo" recibió elogios de la crítica. LaToya Ferguson de The AV Club le dio al episodio una calificación de "B" y escribió: "Después del hilarante y falso adiós de Nine-Nine de la semana pasada, las posibilidades sobre a dónde puede ir Brooklyn Nine-Nine son infinitas. Personalmente, no puedo decir que esperaba que el show tomara este camino, con un episodio sobre discriminación contra uno de los protagonistas del Nine-Nine, especialmente no con un título como 'Moo Moo', pero es una buena manera para que el programa empiece Mayo y se ponga en marcha después de semanas de preocupación por una posible cancelación".
Alan Sepinwall de Uproxx escribió: "Afortunadamente, la parte seria de 'Moo Moo' se sintió real y honesta, sin dejar de lado el ánimo tonto y alegre del programa, se sintió como una buena forma de aprovechar tanto la diversidad del elenco, si Terry Crews fuera el único personsaje negro recurrente en el programa, la historia sería muy diferente, tanto como los variados conjuntos de habilidades del elenco". Andy Crump de Paste le dio al episodio un 9.3 y escribió: 
"Eso realmente no cambia en 'Moo Moo', pero puede que 'Moo Moo' sea hasta la fecha, el episodio de la cuarta temporada mejor favorecido por el desarrollo de personajes de Brooklyn Nine-Nine: aquí, la cantidad de tiempo que se ha invertido en su elenco vale la pena y entrega frutos astronómicos, incluso si no hay muchas carcajadas incluidas en esos resultados. Tal vez la idea de reducir las cosas graciosas en Brooklyn Nine-Nine es un anatema para ti".